# 中島映画撮影製作所
『中島映画撮影製作所』は、かつて兵庫県神戸市に存在した日本の映画会社である。1912年（明治45年）7月に創立。
少なくとも1941年（昭和16年）頃までは会社の存続が確認できているが、廃業年は不明。

## 社名
会社名の表記は資料によって『中島活動写真商会』、『中島キネマ』、『中島映画製作所』、『中島活動写真機械製作所』、『中島映画撮影商会』など様々である。

## 略歴・概要
主にローカルな記録映画の撮影・製作を手がけ、フィルムの輸入と配給、検閲申請業務の代行のほか、映写機の改造と販売、フィルム現像などを行っていた。
営業地域として日本全国に加えて台湾、中国本土、朝鮮半島を掲げていた時期もある。

## フィルモグラフィ
『昭和八年十一月（神戸市民祭）みなとの祭』 - 現存が確認されている唯一のフィルム。
中島映画撮影製作所が製作したフィルムは第二次世界大戦の空襲によってすべて焼失したと考えられていたが、本フィルムは外国人居留地に住むウーゴ・アルフォンス・カザール（1888年～1964年）が所有していたため、難を逃れた。
同フィルムは、神戸松蔭女子学院大の木羽康真が遺族から譲り受け、保存。2018年（平成30年）、学内のプロジェクトで「MINATO‐MATSURI」と書かれたフィルムをデジタル化し『第1回みなとの祭』のニュース映像だと判明した。
下記作品については、タイトルのみ確認されており、フィルムは現存しないと考えられている。
- 『黒金座主』
- 『普天間権現』
- 『沖縄に於ける海軍記念日』
- 『朝丸と夕丸』
- 『大濱赤八』
- 『黒島王』
- 『松の精』
- 『沖縄県実写波之上祭爬龍船競争糸満町の風景』
- 『今帰仁由来記』